# Live Oak (Kalifornija)
Live Oak je naseljeno područje za statističke svrhe u američkoj saveznoj državi Kalifornija. Prema popisu stanovništva iz 2010. u njemu je živjelo 17.158 stanovnika.